# 新宿区立淀橋第一小学校
新宿区立淀橋第一小学校（しんじゅくくりつよどばしだいいちしょうがっこう）は、かつて東京都新宿区西新宿にあった公立小学校。1997年（平成9年）4月1日、淀橋第一小学校と淀橋第七小学校が統合され、新宿区立柏木小学校として開校。当初1年間は淀橋第一小学校の地にあったが、翌1998年4月1日に淀橋第七小学校の地に移転した。
なお、本項では校名に「淀橋」を冠する小中学校・幼稚園についても扱う。「淀橋」の地名は青梅街道が神田川を渡る橋「淀橋」に由来する。東京府豊多摩郡淀橋町を経て、東京市が15区から35区に拡張された際に東京市に編入され淀橋区となった。東京都が発足し新宿区になってからは「新宿区淀橋」として旧町名となっていたが、1970年（昭和45年）の住居表示実施により町名変更され「西新宿」となっている。

## 基本情報
- 所在地：東京都新宿区西新宿八丁目2-44
  - 跡地には、新宿区立淀橋中学校と新宿区立淀橋第二中学校が統合して開校した新宿区立西新宿中学校の新校舎が建設された。

### 沿革
- 1875年（明治8年）9月7日：豊水小学校が柏木5番地に開校[1]（当時は柏木村205番地）。柏木、角筈、東大久保、西大久保、上落合、下落合、葛ケ谷、代々木、幡ヶ谷地区の公立小学校として開校した。
- 1896年（明治29年）4月5日：豊水小学校と角筈小学校が合併、淀橋尋常高等小学校が開校[1]（柏木14、15番地）。
- 1899年（明治32年）7月：淀橋浄水場建設用地確保のため、柏木131、132番地（現：新宿区立西新宿中学校の場所）に校舎移転[1]。
- 1909年（明治42年）5月9日：新校舎落成式。後にこの5月9日を開校記念日とした[2]。
- 1913年（大正2年）：児童数3000名以上となり、4年生以下は二部授業を行う。
- 1915年（大正4年）：本校から、淀橋第二尋常小学校へ600名、淀橋第三尋常小学校へ1000名転校。
- 1920年（大正9年）4月：淀橋第四尋常小学校、淀橋第五尋常小学校を新設。3月時点での児童数は2178名であったが、開校により1342名となる。
- 1926年（大正15年）7月12日：淀橋第七尋常小学校を新設（現：新宿区立柏木小学校の場所）。
- 1932年（昭和7年）10月1日：東京市淀橋第一尋常小学校に改称[1]。
- 1941年（昭和16年）4月1日：東京市淀橋国民学校に改称[1]。
- 1944年（昭和19年）9月6日：群馬県草津町に学童疎開[1]。
- 1945年（昭和20年）
  - 4月14日：東京大空襲により校舎全焼[1]。
  - 11月：終戦後、学校事務所を日蓮宗寺院「常泉院」に移し常泉院と焼け跡で授業開始。12月には六桜社の仮校舎で授業。児童数214名。
- 1947年（昭和22年）4月1日：学制改革により、淀橋第一小学校に改称[1]。児童数473名。
- 1955年（昭和30年）10月：創立80周年記念行事。児童数1244名[3]。
- 1995年（平成7年）11月4日：創立120周年記念行事[1]。
- 1997年（平成9年）
  - 3月31日：閉校[1]。
  - 4月1日：淀橋第一小学校と淀橋第七小学校が統合、新宿区立柏木小学校として開校。校舎は当初1年間、淀橋第一小学校の地にあった。
- 1998年（平成10年）4月：校舎を淀橋第七小学校の地に移転。
- 1999年（平成11年）：跡地に新宿区立西新宿中学校の新校舎完成。中学校として使用され、現在に至る。

## 旧淀橋小学校・中学校
校名に「淀橋」を冠する区立小学校は、新宿区立淀橋第四小学校のみ現存する。
| 旧校名                 | 現在地建物                                                       | 住所          | 備考                                                                           |
| ---------------------- | ---------------------------------------------------------------- | ------------- | ------------------------------------------------------------------------------ |
| 淀橋第一小学校         | 新宿区立西新宿中学校                                             | 西新宿8-2-44  | 淀橋第七小学校と統合、柏木小学校になる                                         |
| 淀橋第二小学校         | 新宿ファーストウエスト                                           | 西新宿1-23-7  | 1986閉校 ファーストウエスト3階に淀二小展示コーナーあり                         |
| 淀橋第三小学校         | 芸能花伝舎（2005年4月から）                                      | 西新宿6-12-30 | 1915/1/11開校 1997/3/31閉校 1997/4/1西新宿小学校になる。屋外にモニュメントあり |
| 新宿区立淀橋第四小学校 | 現存                                                             | 北新宿3-17-1  | 現存                                                                           |
| 淀橋第五小学校         | ユニカビジョン                                                   | 新宿3-23-7    | 廃校                                                                           |
| 淀橋第六小学校         | 新宿区立西新宿小学校                                             | 西新宿4-35-5  | 淀橋第三小学校と淀橋第六小学校が統合、西新宿小学校になる。                     |
| 淀橋第七小学校         | 新宿区立柏木小学校                                               | 北新宿2-11-1  | 淀橋第一小学校と淀橋第七小学校が統合                                           |
| 淀橋中学校             | 大智学園高等学校                                                 | 北新宿1-21-10 | 西新宿中学校になる（旧淀橋第一小学校跡地）                                     |
| 淀橋第二中学校         | 新宿オークシティ ・住友不動産新宿オークタワー ・日土地西新宿ビル | 西新宿6-8-1   | 西新宿中学校になる（旧淀橋第一小学校跡地）                                     |
| 淀橋第二中学校移転後   | 旧淀橋第六小学校横                                               | 西新宿4-35-28 | 現在西新宿小学校で使用。                                                       |

## 旧淀橋幼稚園
園名に「淀橋」を冠する新宿区立幼稚園は、淀橋第一幼稚園から淀橋第七幼稚園まで存在したが、少子化により1986年から1997年の間に統廃合が進み、新宿区立淀橋第四幼稚園のみ現存する。
また私立淀橋幼稚園が西新宿6丁目12-37に存在し、59年間にわたり運営を続けてきたが、再開発により2014年3月の卒園式をもって閉園。跡地には2019年2月2日、大和ハウス工業グループのダイワロイヤル株式会社が運営するビジネスホテル「ダイワロイネットホテル西新宿」がオープンした。

## 著名な出身者
- 玉袋筋太郎 - お笑いタレント[7]